# Pioneros de Enver
Los Pioneros de Enver (en albanés: Pionierët e Enverit, literalmente  Los Pioneros de Enver Hoxha), fue un movimiento de pioneros de la República Socialista Popular de Albania. La organización fue fundada como Debatik, un acrónimo de Chicos Unidos de Ideas Comunistas (en albanés: Djem të Bashkuar të Ideve Komuniste), el 10 de febrero de 1942 y posteriormente fue renombrada como la Organización de Pioneros (en albanés: Organizata e Pionierëve), después de la Segunda Guerra Mundial. La organización estaba bajo la supervisión de la Unión de Jóvenes Trabajadores de Albania, el movimiento juvenil del Partido del Trabajo de Albania (PTA).

## Historia
La organización fue fundada en 1942 como "Debatik", un acrónimo de Chicos Unidos de Ideas Comunistas, posteriormente fue renombrada "Organización de Pioneros". En 1985, tras la muerte del líder comunista Enver Hoxha, fue renombrada como "Pioneros de Enver". La organización desapareció con la caída del régimen comunista en 1991. La asociación organizaba diversas actividades para niños y jóvenes de hasta 14 años de edad, y estaba a cargo de los campamentos de verano de los pioneros, administraba los palacios de pioneros, realizaba concursos nacionales anuales de música, idiomas, literatura y pintura, también publicaba tres revistas, una de ellas era una publicación científica llamada Horizonti, otra era una revista generalista titulada Pionieri, y finalmente una publicación llamada Yllka, las tres revistas iban dirigidas respectivamente a menores con unas edades que iban desde los 8 hasta los 14 años de edad. La organización tenía un efecto positivo en la vida escolar y en el desarrollo académico de los menores. Los niños de entre ocho y nueve años de edad debían pronunciar un discurso para ingresar en los "Pioneros de Enver". En la organización de pioneros albaneses había elecciones para elegir a los líderes escolares infantiles y estudiantiles.

## Películas
Debatik es una película del año 1961 que describe la fundación de la organización en 1942. Guximtarët es una producción cinematográfica de 1970 que muestra los campamentos de verano de los pioneros y sus actividades de montañismo. Shoku ynë Tili es una película de 1981 que relata como era formar parte de la organización de los jóvenes pioneros albaneses.